# 최순흥
최순흥(崔順興)은 일제강점기에 활동한 한국의 영화 촬영 기사이다.

## 생애
한국 영화계의 촬영, 편집, 녹음 등 기술 분야 선구자인 이필우, 이명우 형제가 동명의 신파극을 각색해서 만든 영화 〈사랑에 속고 돈에 울고〉에 촬영 담당으로 참여했다. 최순흥은 이명우에게 처남이 된다.
일제 강점기 말기에 친일 영화의 촬영을 맡았다.  1939년 제작된 《국기 아래서 나는 죽으리》와 1940년의 《승리의 뜰》 두 편이다. 《국기 아래서 나는 죽으리》는 중일 전쟁을 배경으로 국가에 충성을 다하다가 일장기 밑에서 일본 궁성을 향해 쓰러져 죽는 주인공의 애국심을 묘사한 영화이며, 《승리의 뜰》은 지원병 제도를 선전해 참전할 것을 촉구하는 내용이다.
기술직인 촬영 감독도 여러 친일 영화에 반복 참여한 경우는 친일파 목록에 포함시킨다는 민족문제연구소의 선정 기준에 따라, 2008년 발표된 민족문제연구소의 친일인명사전 수록예정자 명단 연극/영화 부문에 포함되었다.